# Chernígovka (Merjeuli)
Chernígovka (en georgiano: ჩერნიგოვკა) o Barouaju (en abjasio: Бароуахә) es una aldea que pertenece a la parcialmente reconocida República de Abjasia, parte del distrito de Gulripshi, aunque de iure pertenece al municipio de Gulripshi de la República Autónoma de Abjasia de Georgia.

## Toponimia
Entre el 3 de septiembre de 1948 y 1955, la aldea se conoció con el nombre de Vashlovani (en georgiano: ვაშლოვანი).

## Geografía
Chernígovka se encuentra en la llanura del Mar Negro, en el margen derecha del río Patara Machara. La aldea está a 11 km de Gulripshi y se administra desde el pueblo de Merjeuli.

## Demografía
La evolución demográfica de Chernígovka entre 1959 y 1989 fue la siguiente:
| 393                                                 | 692 |
| (Fuente: Population of Abkhazia since Soviet times) |     |

Antes de la guerra de Abjasia, la mayoría de la población local eran georgianos y armenios (aunque históricamente la población se componía mayoritariamente de rusos).